# تزامن دول البلطيق مع الشبكة الأوروبية للكهرباء
قد قامت دول البلطيق الثلاث (ليتوانيا ولاتفيا وإستونيا) بمزامنة (synchronization) البنية التحتية لشبكة نقل الطاقة الكهربائية في البلاد مع شبكة منطقة أوروبا القارية المتزامنة (Continental Europe Synchronous Area CESA)، وهو المشروع المعروف باسم مزامنة البلطيق Baltic Synchro، تحت إدارة شركة ENTSO-E. وتهدف هذه المبادرة إلى الانفصال عن نظام IPS/UPS، الذي كان يحكمه في السابق اتفاق BRELL لعام 2001 مع بيلاروسيا وروسيا. انتهى المشروع بنجاح في 9 فبراير 2025.

## التاريخ

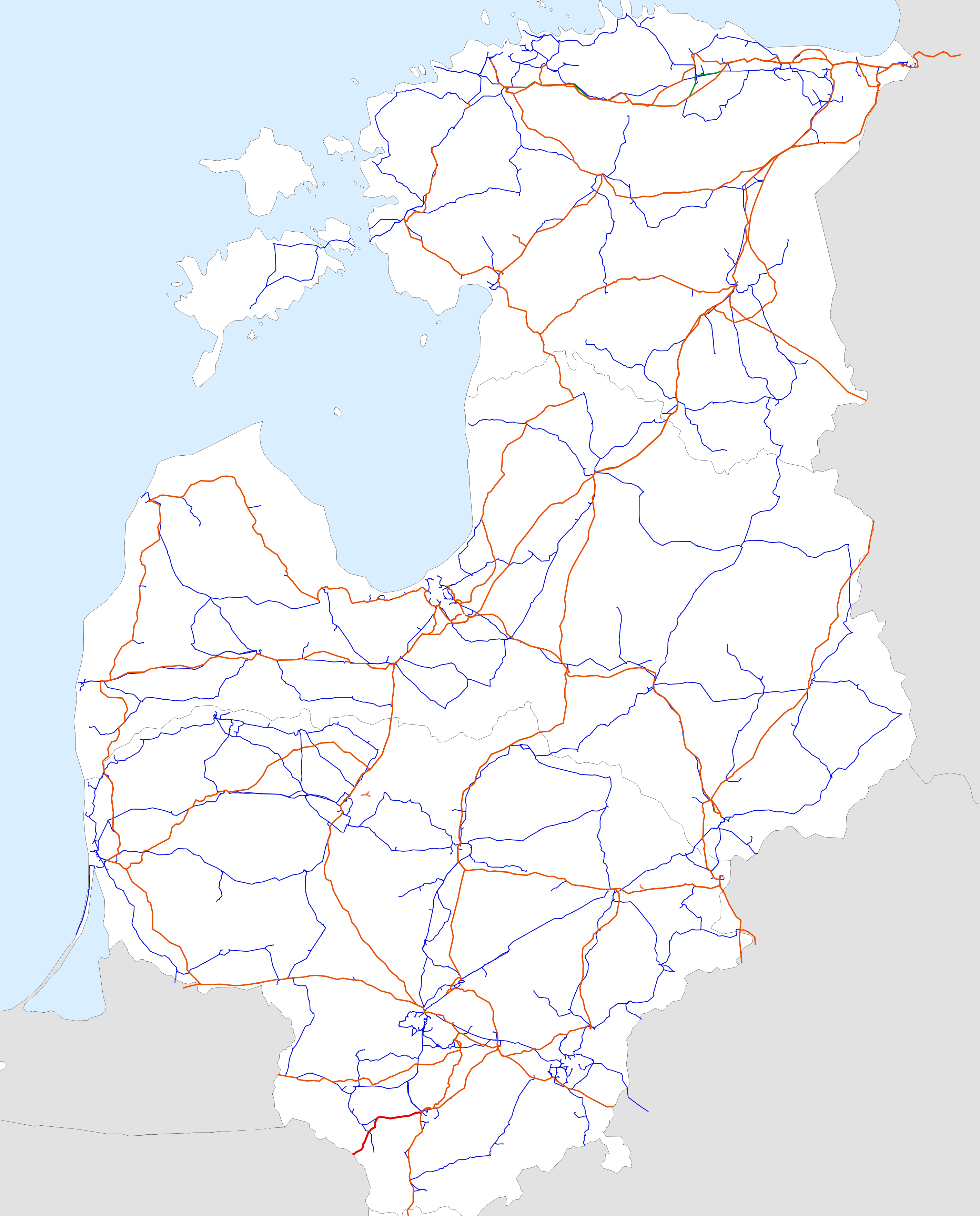
شبكات النقل الوطنية للطاقة الكهربائية وخطوط الطاقة الهوائية في عام 2022 في دول البلطيق

دُمجت أنظمة نقل الكهرباء في إستونيا ولاتفيا وليتوانيا من الناحية التقنية في شبكة IPS/UPS في أوائل الستينيات، أثناء الاحتلال السوفييتي لدول البلطيق. وفي عام 2001، وُقِّعت اتفاقية BRELL بين بيلاروسيا وروسيا وإستونيا ولاتفيا وليتوانيا بشأن الإدارة الفنية لمزامنة شبكات الطاقة الخاصة بها كجزء من نظام توزيع الطاقة IPS/UPS. وكان يجري إدارة نظام IPS/UPS بشكل مركزي إلى حد كبير من موسكو.
في عام 2007، تقدمت دول البلطيق الثلاث بطلب للانضمام إلى الشبكة الأوربية ENTSO-E (كان يُسمى European Network of Transmission System Operators for Electricity UCTE آنذاك) وبدأت دراسات الجدوى الفنية للانضمام إلى شبكة الطاقة المتزامنة الأوروبية. يسمح مشروع المزامنة للدول الثلاث المطلة على بحر البلطيق باستعادة السيطرة الكاملة على شبكات الكهرباء لديها وتعزيز أمن الطاقة لديها. وفقًا للمفوضية الأوروبية، فإن تزامن دول البلطيق يمثل أولوية سياسية ومالية، ولذلك فقد خصصت أكثر من 1.2 مليار يورو لتمويل المشروع. تشمل بعض المرافق خطوط كهرباء جديدة، ومحطات تخزين بالبطاريات، وتسعة مكثفات متزامنة synchronous condensers.

## التسلسل الزمني
في عام 2007، أكد رؤساء وزراء دول البلطيق الثلاث هدفهم الاستراتيجي المتمثل في أن يصبحوا جزءًا من الشبكة الأوروبية القارية لنقل الكهرباء. في سبتمبر 2018، قُدِّم طلب رسمي إلى ENTSO-E لتوسيع المنطقة المتزامنة. في 27 مايو 2019، وُقِّعت اتفاقية لربط دول البلطيق بمنطقة تشغيل الشبكة القارية للطاقة الكهربائية المتزامنة في أوروبا.

### مقترحات لتسريع العملية
أصبحت الحاجة إلى المزامنة أكثر إلحاحًا بعد الغزو الروسي لأوكرانيا في عام 2022. حيث أعلنت رئيسة الوزراء الليتوانية إنغريدا شيمونيت أن ليتوانيا تسعى إلى تسريع عملية التحول وترك نظام نقل IPS / UPS قبل عام 2025 مع الخطة النهائية المتوقعة التي كان من المقرر الإعلان عنها بحلول نهاية عام 2023.
في 22 أبريل 2023، حُدِّد موعد لإجراء اختبار إجهاد stress test في دول البلطيق لاختبار البنية التحتية والتشغيل لمدة يوم خارج شبكة IPS/UPS. انسحبت لاتفيا وإستونيا من الاختبار، بينما أجرت ليتوانيا الاختبار بنجاح وخلصت إلى أن البلاد جاهزة للانضمام إلى الشبكة المتزامنة الأوروبية في عام 2024. اقترحت إستونيا ولاتفيا تأجيل المزامنة مع الشبكة الأوروبية إلى عام 2025 بسبب عدم جاهزية البنية التحتية لديهما. واصل رئيس ليتوانيا جيتاناس نوسيدا الضغط على كل من إستونيا ولاتفيا للتزامن مع الشبكة الأوروبية في عام 2024، دون الانتظار حتى عام 2025. وفي النهاية، وافقت البلدان على المزامنة في موعد لا يتجاوز فبراير 2025.

### الانسحاب من اتفاق BRELL
في 16 يوليو 2024، أخطرت دول البلطيق الثلاث، ممثلة في مشغلي أنظمة النقل الخاصة بها وهي: Elering (إستونيا)، وAST (لاتفيا)، وLitgrid (ليتوانيا)، روسيا وبيلاروسيا رسميًا بقرارها الانسحاب من اتفاقية BRELL. وفي الأول من نوفمبر 2024 وُضِعت في العاصمة الليتوانية فيلنيوس ساعة على نُصُب بارتفاع 9 أمتار (30 قدم) في إشارة إلى بداية العد التنازلي لتنفيذ ذلك. كان من المقرر أن تنتهي الاتفاقية قانونيًا في 7 فبراير 2025 وكان من المقرر أن تنفصل دول البلطيق تكنولوجيًا عن IPS / UPS في 8 فبراير 2025.

### المزامنة
في يوم السبت 8 فبراير 2025 الساعة 9:09 (ت ع م+2)، انفصلت دول البلطيق بشكل دائم عن شبكة IPS/UPS. ولمدة يوم واحد، عملت شبكات تلك الدول في وضع معزول، وأجروا اختبارات مختلفة للتردد واستقرار الجهد ومرونة النظام. وبعد الانفصال، أصبحت كالينينجراد جزيرة طاقة منفصلة عن الدول المحيطة بها. أثناء الاختبارات التي أجريت في ليتوانيا، انقطعت محطة توليد الطاقة الكهربائية Elektrėnai عن العمل لفترة وجيزة دون تخطيط، ولكن سرعان ما أُعيد توصيلها. في يوم الأحد 9 فبراير 2025، بعد الساعة 14:00 بقليل، نجحت دول البلطيق في مزامنة الطاقة مع شبكة الكهرباء الأوروبية القارية.

## التوصيل
في 9 ديسمبر 2015، قامت بولندا وليتوانيا بتكليف LitPol Link، والذي كان أول اتصال مباشر بين دول البلطيق والشبكة الأوروبية. في عام 2018، أُعلن عن رابط مقترح آخر مع بولندا عبر بحر البلطيق، والذي يُسمى Harmony Link. بلغ إجمالي الاستثمار المخطط لمشروع Harmony Link قرابة 680 مليون يورو، منها 493 مليون يورو تأتي من مرفق Connecting Europe. تتمتع دول البلطيق أيضًا باتصال مع شبكة الكهرباء الشمالية Nordic electricity grid عبر NordBalt وEstlink.